# Harbach (Gemeinde Bad Hofgastein)
Harbach (früher auch Harrbach) ist eine Rotte, eine Ortschaft und eine Katastralgemeinde in der Marktgemeinde Bad Hofgastein im österreichischen Bundesland Salzburg.

## Geografie
Die Katastralgemeinde Harbach erstrecke sich über eine Fläche von 1.594,05 ha (Stand: 31. Dezember 2023).
Zur Ortschaft Harbach gehören die gleichnamige Rotte Harbach, die Ansiedlung Taxerbrandstatt sowie die Almen Koller-Heimalm, Krämeralm, Kühager-Heimalm, Schockalm und Schock-Heimalm. Die Ortschaft umfasst 99 Adressen (Stand: 1. April 2020) und hat 280 Einwohner (Stand: 1. Jänner 2025).
Die Rotte Harbach liegt am rechten Flussufer der Gasteiner Ache. Durch die Rotte fließt der gleichnamige Harbach, der am Ortsrand in die Gasteiner Ache mündet. Südlich der Siedlung befindet sich der Gewerbepark Harbach. Bei einer Erhebung der Vogelarten des Gasteinertals in den 1980er Jahren wurden in der Gegend von Harbach der Grauschnäpper (Muscicapa striata), der Hausrotschwanz (Phoenicurus ochruros) und der Neuntöter (Lanius collurio) als Brutvögel sowie der Stieglitz (Carduelis carduelis) als wahrscheinlicher Brutvogel beobachtet. Im Gewerbegebiet wachsen der Gewöhnliche Froschlöffel (Alisma plantago-aquatica), der Dreiteilige Zweizahn (Bidens tripartita), das Kleine Tausendgüldenkraut (Centaurium pulchellum), das Kleinblütige Knopfkraut (Galinsoga parviflora), die Moschus-Malve (Malva moschata), die Weg-Malve (Malva neglecta), der Wasserdarm (Myosoton aquaticum) und der Sumpf-Ziest (Stachys palustris).

## Geschichte
Im 19. Jahrhundert war Harbach in die beiden Dörfer Ober-Harbach und Unter-Harbach gegliedert. Ebenfalls noch im 19. Jahrhundert gab es am Ufer der Gasteiner Ache bei Harbach Sümpfe.
Das Gasteinertal war im Sommer 1933 von mehrmaligen Unwetterkatastrophen mit schwerem Hagel, Überschwemmungen und Vermurungen betroffen. Dabei wurden die Ernte vernichtet und Sachschäden an Gebäuden verursacht. Im Speziellen traten am 28. Juli 1933 in Harbach sowie in Gadaunern und Laderding die Wildbäche über die Ufer. Ein Brand zerstörte 1971 große Teile des Kolleranwesens in Harbach.

## Kultur und Sehenswürdigkeiten
Die kleine Christophoruskapelle in Harbach wurde 1980 erbaut. In ihrem Inneren steht eine barocke Madonnenstatuette.
Der Oberharbach-Pass und der Unterharbach-Pass waren zwei der zahlreichen Krampus-Gruppen („Passen“) des Gasteinertals. Der Oberharbach-Pass bestand in den 1990er Jahren und erneut in den späten 2000er Jahren. Zu weiteren in Harbach aktiven Krampus-Gruppen zählen (mit Gründungsjahr in Klammern): der Laderdinger-Pass (1945), der Breitenberger-Pass (1968), der Brandstatt-Pass (1980), der Harbach-Grab’n-Pass (1995), der Kühhager Alm-Pass (1998), der Scheudarach-Pass (2002), der Loareita-Pass (2006), der Präau-Pass (2008), der Seebachschort’n-Pass (2009), der Weiss-Stoa-Pass (2010), der E’Berg-Pass (2011) und der Taxer-Pass (2013).

## Infrastruktur
Durch die Siedlung verläuft die Landesstraße B167. Harbach ist über die Bushaltestellen Bad Hofgastein Harbach Ort/B167 und Bad Hofgastein Harbach Gewerbepark an den öffentlichen Verkehr angeschlossen. Die Fernradwege Ciclovia Alpe Adria und EuroVelo 7 führen durch den Ort.